# Ludovico Einaudi

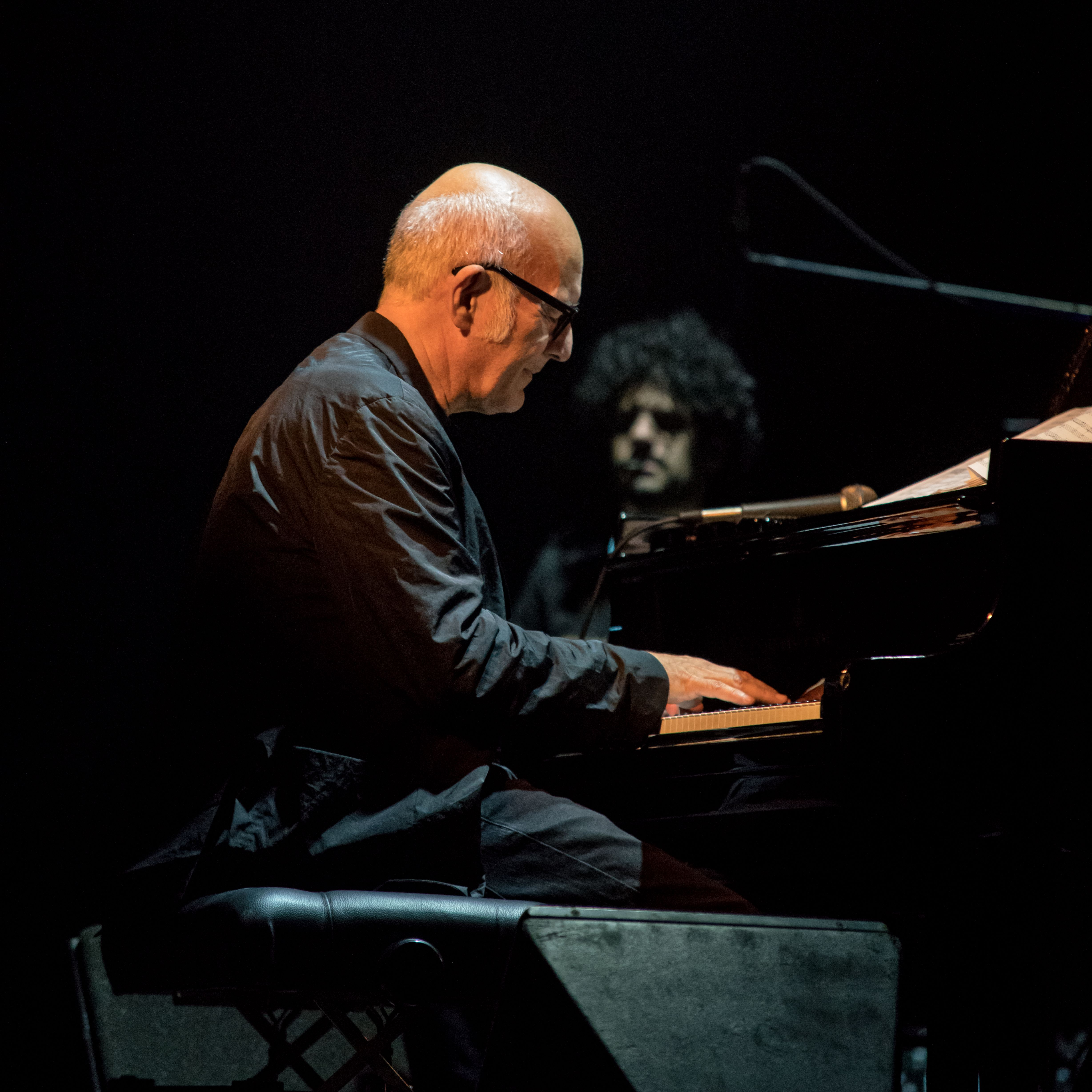
Zelt-Musik Festival 2016 Freiburg, Duitsland

Ludovico Einaudi (Turijn, 23 november 1955) is een Italiaans pianist en componist van eigentijdse klassieke muziek.

## Biografie
Ludovico Maria Enrico Einaudi begon zijn muzikale opleiding aan het Conservatorio Giuseppe Verdi in Milaan, waar hij in 1982 een diploma als componist behaalde. In datzelfde jaar studeerde hij bij Luciano Berio en kreeg hij een studiebeurs voor het Tanglewood Muziekfestival. Na zijn studie op het conservatorium componeerde Einaudi jarenlang verschillende soorten muziek. Halverwege de jaren 80 begon hij te zoeken naar een persoonlijke stijl. Veel van zijn muziek is gebruikt in films en hij won vier internationale prijzen.
Ludovico Einaudi is een kleinzoon van Luigi Einaudi (81 in 1955), de tweede president van Italië (74 in 1948).
Einaudi woont op een wijngaard in het Italiaanse gewest Piëmont.

## Muziek

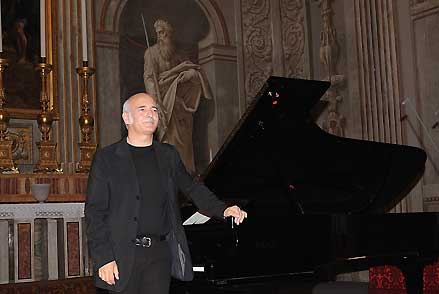
Einaudi in het presidentiële Palazzo del Quirinale in 2008

Hoewel Einaudi niet tot een bepaald genre gerekend wil worden, noemt men hem vaak een minimalist. Einaudi heeft een platencontract bij de klassieke afdeling van Sony BMG. In 2006 werd zijn muziek gebruikt in de film (en daarop volgende series) This is England. Later ook in de film Insidious van James Wan. In 2011 werd Ludovico Einaudi's muziek gebruikt in de film Intouchables van Olivier Nakache en Éric Toledano.
In juni 2011 startte de Engelse BBC Radio 1-presentator Greg James een campagne om het nummer I Giorni (2001 piano) in de top 40 te krijgen. Hij noemde het stuk therapeutisch in de tijd dat hij aan de universiteit studeerde. De eerste paar keren dat het nummer ten gehore werd gebracht op de radio leidden tot een grote hoeveelheid reacties van luisteraars, waardoor het nummer inderdaad de hitlijsten haalde. In 2018 werd de muziek gebruikt door Introdans als onderdeel van de voorstelling "Moderne meisjes".
Una Mattina uit 2004 voor piano en cello haalde (in Nederland) de Single Top 100, en eenmalig de Radio 2 Top 2000.
In 2020 werd zijn muziek gebruikt in de films Nomadland en The Father.

## Werken

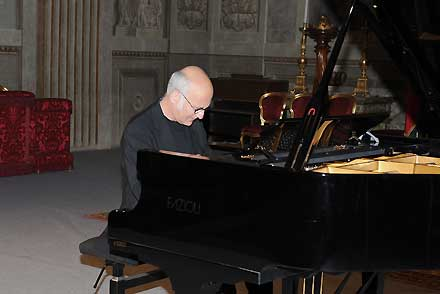
Quirinaalpaleis, 8 juni 2008
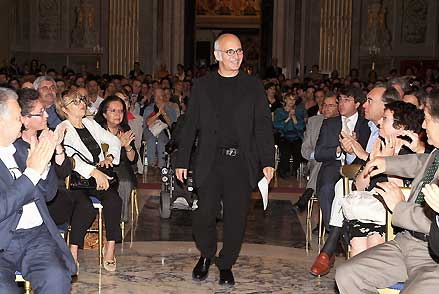
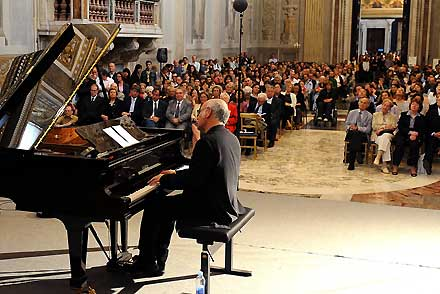
Quirinaalpaleis, 8 juni 2008

- Time Out (1988)
- Stanze (1992; harp)
- Salgari (1995)
- Le Onde (1996; piano)
- Eden Roc (1999; piano en strijkers)
- I Giorni (2001; piano)
- Diario Mali (2003; piano, harp)
- Una Mattina (2004; piano, cello)
- Divenire (2007; piano, strijkkwartet)
- Nightbook (2009; piano, elektronisch)
- In a Time Lapse (2013; piano, elektronisch)
- Taranta Project (2015; piano, zang, tarantella)
- Elements (2015; piano, strijkorkest, elektronisch)
- Seven Days Walking (2019; piano, viool, altviool, cello)
- 12 Songs from Home (2020; piano)
- Einaudi Undiscovered (2020; piano, viool, altviool, cello)
- Cinema (2021; piano)

## Opnamen
- 1988 Time Out – BMG Ricordi
- 1992 Stanze – BMG Ricordi
- 1995 Salgari – BMG Ricordi
- 1996 Le Onde – BMG Ricordi
- 1998 Fuori dal Mondo – BMG Ricordi
- 1998 Ultimi Fuochi – BMG Ricordi
- 1999 Eden Roc – BMG Ricordi
- 2001 I Giorni – BMG Ricordi
- 2001 Luce dei miei Occhi - BMG Ricordi
- 2002 Dr. Zhivago – BMG Ricordi
- 2003 La Scala Concert – BMG Ricordi
- 2003 Le parole di mio padre – BMG Ricordi
- 2003 Diario Mali (met Ballaké Sissoko) – Ponderosa IRD
- 2004 Echoes: The Einaudi Collection
- 2004 Una Mattina –  Ponderosa Music en Art/Decca/Sony Classical
- 2006 Divenire – Ponderosa Music en Art/Decca
- 2009 Cloudland
- 2009 Nightbook – Ponderosa Music en Art/Decca
- 2009 Primavera - piano
- 2010 The Royal Albert Hall Concert –  Ponderosa Music en Art
- 2011 Islands: Essential Einaudi –  Decca (UMO)
- 2011 Intouchables - soundtrack
- 2013 In a Time Lapse - Decca Records
- 2013 Nightbook (door Hanna Devich) - Challenge Classics

## Films en televisieseries
- 1988: Treno di panna
- 1994: Da qualche parte in città
- 1996: Acquario
- 1998: Aprile
- 1998: Giorni dispari
- 1999: Fuori dal mondo
- 2000: La vita altrui
- 2000: Un delitto impossibile
- 2001: Le parole di mio padre
- 2001: Alexandria
- 2002: Luce dei miei occhi – Italiaanse muziekprijs voor beste filmmuziek
- 2002: Doctor Zhivago (TV miniserie)
- 2004: Sotto falso nome  – Prijs voor beste filmmuziek op het filmfestival van Avignon in 2004
- 2004: Mission: Saturn
- 2006: This is England
- 2009: Meneer Doktoor op Canvas (De themamuziek is "Primavera" uit het album "Divenire")
- 2010: This is England '86
- 2010: Stargate Universe – Pathogen
- 2010: Sangandaan – Landas ng Buhay
- 2010: I'm Still Here
- 2011: Elena - Mysterio ng Kahapon
- 2011: BBC - Achtergrondmuziek ter nagedachtenis aan crashes tijdens recente Formule 1 Grand Prix wedstrijden. (30 oktober tijdens de Grand Prix Formule 1 van India)
- 2011: Intouchables - soundtrack
- 2012: Derek
- 2013: Vodafone Red reclame ("Walk")
- 2013: Land in de kering op Canvas ("Time Lapse")
- 2015: Wie overleeft Nederland
- 2015: Birth Day (VRT) ("Life")
- 2020: Nomadland
- 2020: The Father

Daarnaast werd de muziek van Einaudi tijdens verschillende afleveringen van de televisieprogramma's Top Gear, The Biggest Loser, De ijzeren eeuw, Hello Goodbye en Verborgen verleden (2015) gebruikt.

## Discografie

### Albums
| Album met eventuele hitnotering(en) in de Nederlandse Album Top 100 | Datum van verschijnen | Datum van binnenkomst | Hoogste positie | Aantal weken | Opmerkingen |
| ------------------------------------------------------------------- | --------------------- | --------------------- | --------------- | ------------ | ----------- |
| The Royal Albert Hall Concert - London, 2nd March 2010              | 2010                  | 20-04-2013            | 93              | 1            | Livealbum   |
| Islands - Essential Einaudi                                         | 2011                  | 25-08-2012            | 24              | 38           |             |
| In A Time Lapse                                                     | 2013                  | 26-01-2013            | 2               | 85           |             |
| Taranta Project                                                     | 2015                  | 25-04-2015            | 64              | 3            |             |
| Elements                                                            | 2015                  | 24-10-2015            | 6               | 28           |             |
| Seven Days Walking - Day One                                        | 2019                  | 23-03-2019            | 19              | 5            |             |
| Seven Days Walking - Day 1-7                                        | 2019                  | 30-11-2019            | 75              | 1            |             |
| Underwater                                                          | 2022                  | 29-01-2022            | 17              | 5            |             |
| The Summer Portraits                                                | 2025                  | 08-02-2025            | 43              | 1*           |             |

| Album met hitnotering(en) in de Vlaamse Ultratop 200 albums | Datum van verschijnen | Datum van binnenkomst | Hoogste positie | Aantal weken | Opmerkingen   |
| ----------------------------------------------------------- | --------------------- | --------------------- | --------------- | ------------ | ------------- |
| Islands - Essential Einaudi                                 | 2011                  | 19-05-2012            | 56              | 87           |               |
| In A Time Lapse                                             | 2013                  | 26-01-2013            | 22              | 65           |               |
| Una mattina                                                 | 2004                  | 21-06-2014            | 99              | 6            |               |
| Taranta Project                                             | 2015                  | 02-05-2015            | 48              | 7            |               |
| Elements                                                    | 2015                  | 24-10-2015            | 5               | 36           |               |
| Divenire                                                    | 2016                  | 27-08-2016            | 151             | 4            |               |
| Seven Days Walking - Day One                                | 2019                  | 23-03-2019            | 21              | 13           |               |
| Seven Days Walking - Day Two                                | 2019                  | 27-04-2019            | 104             | 1            |               |
| Seven Days Walking - Day Three                              | 2019                  | 25-05-2019            | 129             | 1            |               |
| Seven Days Walking - Day Four                               | 2019                  | 29-06-2019            | 180             | 1            |               |
| Seven Days Walking - Day Six                                | 2019                  | 24-08-2019            | 176             | 1            |               |
| Seven Days Walking - Day Seven                              | 2019                  | 28-09-2019            | 178             | 1            |               |
| Seven Days Walking - Day 1-7                                | 2019                  | 30-11-2019            | 72              | 3            |               |
| Cinema                                                      | 2021                  | 12-06-2021            | 174             | 1            | Verzamelalbum |
| Underwater                                                  | 2022                  | 29-01-2022            | 18              | 42           |               |

### Singles
| Single met eventuele hitnotering(en) in de Nederlandse Top 40 | Datum van verschijnen | Datum van binnenkomst | Hoogste positie | Aantal weken | Opmerkingen                 |
| ------------------------------------------------------------- | --------------------- | --------------------- | --------------- | ------------ | --------------------------- |
| Una mattina                                                   | 2004                  | -                     |                 |              | Nr. 97 in de Single Top 100 |

### NPO Radio 2 Top 2000
| Nummer met noteringen in de NPO Radio 2 Top 2000 | '23  | '24 |
| ------------------------------------------------ | ---- | --- |
| Una mattina                                      | 1228 | 841 |

1. ↑  Een vetgedrukt getal geeft de hoogste notering aan.
2. ↑  2023 was het eerste jaar met een notering voor dit nummer.